# António Vieira Leitão
António Vieira Leitão (Lisboa, ? — Velas, 21 de Maio de 1714) foi o 17.º bispo da Diocese de Angra, tendo-a governado de 1694 a 1714.

## Biografia
D. António Vieira Leitão nasceu em Lisboa, filho de Manuel Vieira Leitão, cavaleiro da Ordem de Cristo, e de sua mulher Maria Pedrosa.
Ordenado em Lisboa, exerceu diversos cargos eclesiásticos de crescente relevo, entre os quais prior da freguesia de Santo Estêvão, desembargador da Relação Eclesiástica, provisor do Priorado do Crato e juiz da Legacia.
Proposto para bispo de Angra pelo rei D. Pedro II de Portugal, foi confirmado por breve de 23 de Novembro de 1693 do papa Inocêncio XII, sendo sagrado bispo a 16 de Agosto de 1694. A 25 de Agosto imediato, ainda em Lisboa, nomeou uma junta para o governo da Diocese de Angra.
Governou o Bispado até falecer, visitando todas as ilhas dos Açores, sendo o segundo bispo a visitar as Flores e o Corvo depois de por volta de 1550 D. Baltasar de Évora lá ter ido como visitador a mando de D. Rodrigo Pinheiro.
Foi considerado um assíduo pregador e um prelado zeloso e caridoso, já que premiava os beneméritos e socorria os necessitados. Contudo, aumentou o pagamento exigido pela celebração do casamento, passando de 1$000 réis para 1$500 réis, o que levantou protestos e levou a que recebesse uma censura régia. Também se dedicou à moralização do clero, proibindo que os seus membros se envolvessem no comércio de quaisquer bens e géneros e exigindo vestes condignas e cabelos cortados curtos de forma a fazerem sobressair a coroa a que os clérigos estavam obrigados. Produziu várias pastorais e regimentos no sentido de serem respeitados os fins dos legados e obras pias. O ensino religioso, que considerava descurado em certos meios, também lhe mereceu particular atenção.
Também se empenhou na criação de novas paróquias, obtendo a concessão de muitos curatos e autorizando que se construissem várias capelas públicas e particulares e que em muitas capelas particulares se pudessem celebrar os ofícios divinos.
Proibiu que as religiosas do Convento da Glória, no ilha do Faial, vendessem drogas e ervas e obrigou os cirurgiões e barbeiros a recomendarem aos doentes em situação grave as obrigações da confissão, sob pena de cinco cruzados de multa. Insurgiu-se contra os costumes locais, proibindo a prática de Impérios do Divino Espírito Santo em que fossem coroadas mulheres. Em resultado, Francisco Ferreira Drummond afirma que teve muitos desgostos com a nobreza angrense.
Faleceu na vila das Velas, na ilha de São Jorge, quando ali se encontrava em visita pastoral. Foi sepultado na capela-mor do convento da Ordem de Santa Clara daquela vila, em cheiro de santidade. O seu corpo foi encontrado incorrupto e com as vestes sacerdotais, tendo-se em 7 de Abril de 1856 procedido à exumação dos seus restos mortais trasladação para jazigo no Cemitério da Conceição, nas Velas.